# Vastagcsőrű seregély
A vastagcsőrű seregély, vagy vastagcsőrű majna, illetve más néven harkályseregély (Scissirostrum dubium) a madarak osztályának verébalakúak (Passeriformes) rendjébe és a seregélyfélék (Sturnidae) családjába tartozó Scissirostrum nem egyetlen faja.

## Rendszerezése
A fajt John Latham angol ornitológus írta le 1802-ben, a Lanius nembe Lanius dubius néven.

## Előfordulása
Indonézia endemikus faja, Celebesz, Bangka, Lembeh, Butung, Togian és Banggai-szigetek területén honos. Természetes élőhelyei a szubtrópusi vagy trópusi síkvidéki esőerdők és mocsári erdők. Állandó, nem vonuló faj.

## Megjelenése
Testhossza 20 centiméter. Színe világosszürke, szárnya és farka fekete. Egyetlen feltűnő színű ékessége a far környékén levő hosszú, keskeny, kárminpiros hegyű tollai.
Testméretéhez képest feltűnő, erős, hegyes végű sárga csőre. Erről is kapta a nevét.
|  |

## Életmódja
Kolóniákban élő faj. Elsősorban gyümölcsöket fogyaszt, de kis mértékben rovarokat is fog.

## Szaporodása
Telepekben költő faj. Fészkét faüregekbe építi, melyeket saját maga váj ki puhább törzsű fákba. Az odúkészítés közben a madarak kemény farktollaikra támaszkodnak, pont mint a harkályok. Egy-egy nagyobb kolónia egy fát szinte teljesen telelyuggat fészkeivel.

## Természetvédelmi helyzete
Az elterjedési területe nagyon nagy, egyedszáma viszont csökken, de még nem éri el a kritikus szintet. A Természetvédelmi Világszövetség Vörös listáján nem fenyegetett fajként szerepel.
Európában az Európai Állatkertek és Akváriumok Szövetsége felügyelete alá tartozó Európai Veszélyeztetett Fajok Programja (EEP) keretében tenyésztik a faj egyedeit.